# 鹿児島市立西紫原小学校
鹿児島市立西紫原小学校（かごしましりつ にしむらさきばるしょうがっこう）は、鹿児島県鹿児島市紫原四丁目にある市立小学校。

## 沿革
- 1970年（昭和45年） - 鹿児島市立田上小学校、鹿児島市立紫原小学校から分離し開校。
- 1973年（昭和48年） - 鹿児島市立広木小学校を分離。

## 校区
- 日之出町の全域
- 紫原三丁目から五丁目の全域
- 西紫原町の全域
- 宇宿六丁目の全域と七丁目の一部
- 宇宿町
- 田上町の一部